# Masaki Tozaki
Masaki Tozaki (japanisch 登崎 雅貴 Tozaki Masaki; * 27. August 1994 in der Präfektur Shizuoka) ist ein japanischer Fußballspieler.

## Karriere
Tozaki erlernte das Fußballspielen in der Schulmannschaft der Tokoha Gakuen Tachibana High School und der Universitätsmannschaft der Tokoha-Universität. Seinen ersten Vertrag unterschrieb er 2017 bei Kataller Toyama. Der Verein spielte in der dritthöchsten Liga des Landes, der J3 League. Für den Verein absolvierte er 12 Ligaspiele. 2018 wechselte er zu Yazaki Valente.